# Chantal Legendre-Chanath
Pour les articles homonymes, voir Legendre.
Chantal Legendre, née Marie Chantal Boudy en Dordogne le 27 juin 1954, est une artiste plasticienne française. 
Elle vit et travaille dans son atelier près de Grenoble en Isère. Depuis 2002, elle signe ses œuvres Chanath.

## Biographie
Au cours de ses études de psychologie clinique à l'université de Grenoble, Chantal Legendre participe aux ateliers de modèle vivant de l'école des beaux arts afin de se perfectionner. 
Un hasard, la découverte du destin de l'artiste Camille Claudel, va réorienter sa vie : en 1987, elle peint une série de 25 huiles qu'elle intitule Hommage à Camille. 
La galerie Appia de Grenoble l'expose en mars 1988. Des articles de presse en témoignent, et une circulation de l'exposition s'ensuit en plusieurs galeries. En décembre 1988, lors de la sortie du film de Bruno Nuytten (Camille Claudel), l'exposition est proposée au public dans le hall du cinéma Gaumont. 
Les psychanalystes Danièle Dravet et Denise Morel rencontrent Chantal Legendre et entretiennent une correspondance avec elle. Denise Morel évoque cette rencontre dans son livre Qui est vivant ? sous le chapitre consacré à l'identification des artistes à leurs héros intitulé « Possession ».

## Pratiques artistiques
Outre le dessin, l'aquarelle, le pastel, la gravure, l'huile, elle souhaite explorer d'autres techniques. Elle pratique alors le modelage, puis elle sculpte le marbre, le granit et autres minéraux. Elle aborde le domaine de l'édition par le biais de ses savoir-faire, elle entre en collaboration avec poètes et écrivains dans la fabrication de livres d'artistes dont la plupart ont paru chez des éditeurs (voir bibliographie). 
En 2000, elle reçoit la commande d'un vitrail pour le Couvent des Minimes de Saint-Martin d'Hères en Isère, elle s'initie à cet art avec le maître-verrier Christophe Berthier, elle honore plusieurs commandes avant de se décider à employer la technique du « fusing » (la fusion du verre), qu'elle apprend au Cerfav. Elle installe alors dans son atelier un four électrique dont sortiront ses œuvres verrières.
En 2002, elle voit publier en édition son premier texte personnel, un conte poétique, L'Arbre en soi, premier ouvrage qu'elle signe Chanath. 
En 2009, elle pratique la technique du « fixé sous verre ».

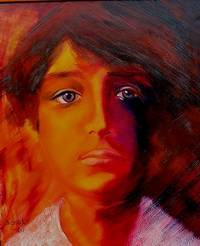
Camille, Huile sur toile
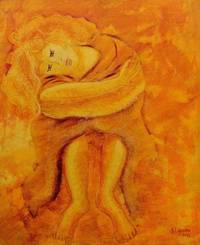
La Petite Marchande d'allumettes, Huile sur bois
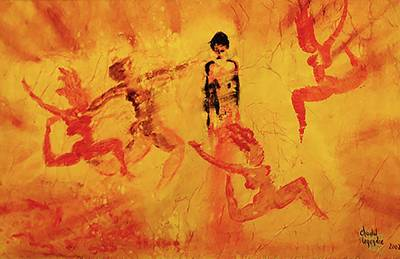
Danse pour la paix, Huile sur bois
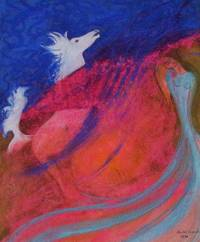
Myriam et son cheval, Pastel
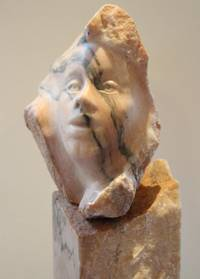
L'Alchimiste, Marbre
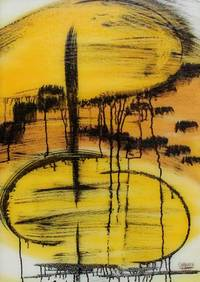
Mystère du monde, Fixé sous verre
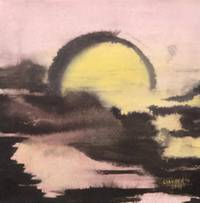
Clarté lunaire, Huile sur papier d'art

## Manifestations artistiques engagées

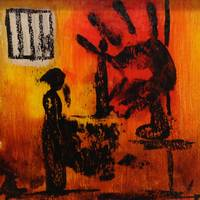
Art engagé

Par ailleurs, elle organise des rencontres artistiques réunissant peintres, sculpteurs, poètes, photographes, cinéastes et musiciens autour de thèmes humanistes, qui ont donné lieu à des expositions en France, en Belgique, au Québec, au Maroc : 
- 2016 : Terre promise, avec l'ACAT et la Ligue des droits de l'homme, Maison de l'International, Grenoble.
- 2015 : Mille chemins, mille libertés, en échange avec le Maroc, Palais Dar Cherifa, Marrakech[7].
- 2014 : Mille chemins, mille libertés, en échange avec le Maroc, Maison de l'International, Grenoble[8].
- 2011 : Gladiateures avec Amnesty International, Ancien Musée de peinture de Grenoble.
- 2011 : Gladiateures, Maison du livre Bruxelles, Belgique[9].
- 2010 : Gladiateures avec la Ligue des droits de l'homme, Maison de l'International, Grenoble.
- 2002 : Paroles d'artistes pour la paix, Le Fontanil (38) en collaboration avec Trois-Rivières, Québec.
- 1999 : Paroles d'artistes pour la paix, Herbeys, École de la Paix, Grenoble / Maison de l'International, Grenoble / Couvent des Minimes, Saint-Martin d'Hères.
- 1998 : Paroles d'artistes pour la paix, Herbeys

## Expositions
Relevé des principales expositions. 
- 2022
  - Liens, Chapelle Saint Sulpice de Villerest, avec Marie-Zoé Legendre (Isère).
  - Mystères du monde, Galerie 1-10, Grenoble (Isère).
- 2020
  - Nature et poésie, Maison communale, Saint-Martin-D’Hères (Isère).
  - Nature et poésie, L’heure Bleue, Saint-Martin-D’Hères (Isère).
- 2019
  - Pour l'amour des livres, Fixés sous verre, été-automne 2019, Musée du Revard, Savoie.
  - Entre terre et ciel, Mystères du monde, 5 juillet-20 août, Abbatiale Saint Pierre de Marnans 38980.
- 2018
  - Fixés sous verre, Musée du Revard, Savoie.
  - Entre ciel et terre, Vitraux, Bédoin, Vaucluse.
- 2017
  - De pierre, de terre, de verre, MU-Gallery, 75009 Paris.
- 2016
  - Lettres de lune, Espace 41 Grande rue, Barbizon, Seine et Marne.
- 2015
  - Mystère du monde, Chapelle des pénitents blancs, Gordes, Vaucluse.
  - Mystère du monde, Espace 41 Grande rue, Barbizon, Seine et Marne.
- 2014
  - Galerie Eliane Poggi, Grenoble.
- 2013
  - Paysages amoureux, Galerie Losange, Grenoble.
- 2012
  - Les Éditions de la souris, Librairie La Boîte à Soleil, Tence.
- 2009
  - Affinités, lancement du livre, Manama, Bahreïn[10].
  - Galerie Art présent, Paris.
- 2008
  - Mots cristal, Librairie La Lucarne des écrivains, Paris.
  - Échos, Manama, Bahreïn.
  - Festival international de la calligraphie, Marrakech, Maroc.
- 2007
  - Jardin de verre, Musée du Revermont, Ain[11] - Acquisition des œuvres Histoire de bonnes herbes 7 vitraux 48x30, Errances océanes vitrail 59x31, Grand Coquelicot vitrail 90x52.
- 2006
  - Le Jardin de l'invisible, Musée de Saint-Antoine-l'Abbaye, Isère[12]Acquisition de l'œuvre La Porte du jardin vitrail 97x54.
  - Bibliothèque Romain Rolland, Isère.
  - Mémoires d'eau, Le Bon Pasteur, Isère.
- 2003
  - Union des associations de littérature et d'arts du Vietnam, Hanoï[13].
  - Commande publique d'une Marianne, Le Pont-de-Claix, Isère.
  - Les Moulins de Villancourt, Le Pont de Claix, Isère.
- 2002
  - Moulin des Acacias, Le Fontanil, Isère.
- 2001
  - Festival international de la poésie, Trois-Rivières, Québec.
  - Centre culturel Champs Vallons, Sainte-Mélanie, Québec.
  - Château de Saint Jean de Chépy, Tullins, Isère.
- 2000
  - Commande publique, Vitrail Source de vie, Couvent des Minimes, Saint-Martin-d'Hères, Isère.
  - Bibliothèque François Mitterrand, Gières.
- 1992
  - Sculptures Galerie Le Relais des arts, Sassenage.
- 1991
  - Œuvres récentes, Grugliasco, Italie.
  - Gravures Galerie Le Relais des arts, Sassenage.
  - Galerie Nadine Patout, L'Isle sur la Sorgue.
- 1989
  - Hommage à Camille Claudel, Cinéma Le Gaumont, Grenoble.
  - Exposition de prestige, Préfecture, Grenoble.
  - Salon de Montréal, Canada.
- 1988
  - Hommage à Camille Claudel, Galerie Appia, Grenoble.
  - Hommage à Camille Claudel, Belmont-Luthézieu.
  - Œuvres récentes, Galerie Appia, Grenoble.

## Œuvres de couverture
- Qui est Dieu ? : Denise Morel, Les impliqués/L'harmattan, Paris 2018  (ISBN 978-2-343-16079-5)
- Lune solitaire : Ali Abdulla Khalifa, Poèmes traduits de l’arabe par Maati Kabbal, Préface Jean-Pierre Siméon,  ed. Non Lieu, Paris 2006  (ISBN 2-35270-005-1)
- Au nom de ma parole : Anissa Mahommedi, Les Écrits des Forges et Autres temps, Québec 2003  (EAN 9782890467590)

## Prix et récompenses
- Oasis, correspondance poétique Chanath et Touria Ikbal, peintures Chanath, traduction en arabe Touria Ikbal, préface Zahida Darwiche Jabbour, Les éditions de la souris 2012, sélection Prix Méditerranée de Poésie Nikos Gatsos 2012[14]
- La Forêt de l'amour en nous, livre d'artiste, peintures sur verre Chanath, poèmes Adonis, traduction de l'arabe Venus Khoury-Ghata et Issa Makhlouf, Folio de bronze à la Foire Internationale aux livres d'exception d'Albi 2012
- Entre sursaut et Plénitude, livre d'artiste, poèmes et tableaux de verre Chanath, Folio de bronze à la Foire Internationale aux livres d'exception d'Albi 2007
- Migrations, livre d'artiste, linogravures Chanath, poèmes Daniel Masson, Folio d'argent à la Foire Internationale aux livres d'exception d'Albi 2006
- Passages, livre d'artiste, livre de verre Chanath, Folio de bronze à la Foire Internationale aux livres d'exception d'Albi 2005
- L'Énigme du futur, livre d'artiste, peintures Chanath, poèmes Claudine Bertrand, Prix International Saint-Denys-Garneau[15], Québec 2001